# Спироптера
Gongylonema neoplasticum (более известный как Spiroptera carcinoma) - круглый червь, паразит крыс.  Он был изучен датским врачом Йоханнесом Фибигером в 1907 году. Фибигер и Хьялмар Дитлевсен в 1914 году официально описали его как Spiroptera (Gongylonema) neoplastica. Но Дитлевсен дал окончательное действительное название Gongylonema neoplasticum только в 1918 году. В опыте Фибигера нематода была передана крысам  тараканами.
Когда Фибигер наблюдал нематоду в желудке крыс, он обнаружил, что в желудке были опухоли. Вдохновленный возможной связью нематоды и опухоли, он провел эксперименты по вызыванию опухолей нематодной инфекцией. Свой экспериментальный успех он опубликовал  в 1913 году. Эксперимент с нематодами принес Фибигеру Нобелевскую премию 1926 года по физиологии и медицине. По его теории, рак у крыс был вызван канцерогенными веществами, выделяемыми Gongylonema neoplasticum. Правда, позже было доказано, что Фибигер пришел к неверному выводу -  нематода не является канцерогенной. Эрлинг Норрбю - постоянный секретарь Королевской шведской академии наук с 1997 — 30 июня 2003, объявил Нобелевскую премию Фибигера «одной из самых грубых ошибок, допущенных Каролинским институтом».